# Робинзон Крузо (филм, 2016)
Вижте пояснителната страница за други значения на Робинзон Крузо.
„Робинзон Крузо“ (на английски: Robinson Crusoe) е белгийско-френски детски анимационен филм от 2016 година на режисьорите Венсан Кестелот и Бен Стасен.
Сценарият на Лий Кристофър, Доминик Пари и Греъм Уелдън е по мотиви от романа „Робинзон Крузо“ от Даниел Дефо.
В центъра на сюжета са животните от необитаем остров и пристигналите на него корабокрушенци – човек с кучето му и две злонамерени котки.
В България филмът е пуснат по кината на 5 февруари 2016 г. от PRO Films.
На 13 март 2018 г. е излъчен по bTV Cinema от 21:00 ч.
Дублажът е нахсинхронен в Доли Медия Студио. Ролите се озвучават от Момчил Степанов, Петър Бонев, Росен Русев, Константин Лунгов, Стоян Цветков, Чавдар Монов, Елена Бойчева, Светлана Бонин, Екатерина Стоянова, Георги Иванов, Стоян Алексиев, Даниела Йорданова, Николай Урумов и Калин Арсов.